# Vilsta naturreservat
Vilsta är ett naturreservat och friluftsområde i Eskilstuna kommun i Södermanlands län. Området ligger ett par kilometer söder om centrala Eskilstuna. Området ingår i Natura 2000. Genom Vilsta passerar Sörmlandsleden på väg mot Hållsta. Rester av pålverk från Karl IX:s kanal kan ses i områdets sydvästra del. Ett flertal idrottsföreningar har sin huvudsakliga verksamhet i Vilsta.
Vilsta begränsas i öster av riksväg 53, i norr av bebyggelse i tätorten Eskilstuna och i söder av bebyggelse i Skogstorp. I väster går området till Eskilstunaån även om själva naturreservatet på vissa ställen inte går hela vägen ner mot ån. Här finns en campingplats, en raststuga samt en hall för inomhusidrotter. I Eskilstunaån finns även en av kommunens större badplatser.

## Naturreservatet
Syftet med reservatet är att skydda ett område för att kunna utnyttjas för friluftsliv. Området består av blandad skog, raviner samt öppna gräsmarker och kärr. Här finns främst barrträd men speciellt i de västra delen är det mer lövskog. En stor del av området är kuperat.
I länsstyrelsens beslut nämns också att syftet är att skydda områdets naturtyp och att bland annat död ved, grova träd och gräsmarker därför ska bevaras. Grönpyrola och Knärot nämns som viktiga att bevara. I Vilsta finns även fornlämningar. Bland annat husgrunder, gruvhål, kolbottnar och rester av en kolarkoja.
En del av Vilsta avsattes redan 1963 som vad som då kallades "naturpark". Området bildades sen som naturreservat första gången 1974 för ”Att bevara och vårda ett område av väsentlig betydelse för allmänhetens friluftsliv”. År 2001 förändrades omfattningen så att en del av det nordvästra området togs bort samtidigt som gränsen i norr utökades så att den kom mot kommunens gällande detaljplan. År 2010 utökades skyddet av naturreservatet och man la då till skrivningen ”förbud mot att avverka eller utföra annan skogsbruksåtgärd i produktionssyfte”. Detta gjorde för att ännu mer skydda själva skogen, speciellt med hänsyn till att området ingår i Natura 2000. I samband med detta togs ett mindre område i väster bort ur reservatet.

### Fornminnen
Flera fornminnen finns inom naturreservatets område. Bland annat de två fornborgarna Skjulstaberget och Uvberget men även ett par gruvhål och en kolbotten. Här finns även fornminnen kopplade till Karl IX:s kanal.

## Motionsområdet
I Vilstabacken (cirka 50 meter hög) finns en mindre skidbacke med lift. Vintertid finns även längdskidspår. Huvudsakligen inom naturreservatet finns skyltade spår med motionsslingor för vandring och löpning, dessa har även anslutning mot Skogstorp och Skjulsta. Vissa av spåren är elljusspår. Spåren är uppdaterade och skyltade i maj 2015.

## Föreningsliv
Ett flertal föreningar har verksamhet i Vilsta. Vilsta IK har löpning och skidåkning i området. Eskilstuna DGC driver en discgolfbana i och kring backen. Korpen i Eskilstuna har sitt kansli i raststugan. Eskilstuna Cykelklubb använder området för mountainbikeåkning och Eskilstuna OL tränar orientering här. Vilsta ridskola ligger i områdets västra del. Sommartid har Friskis & Svettis träningar i Vilsta och vintertid bedriver slalomsektionen av Tunafors SK verksamhet i Vilstabacken.

## Bilder

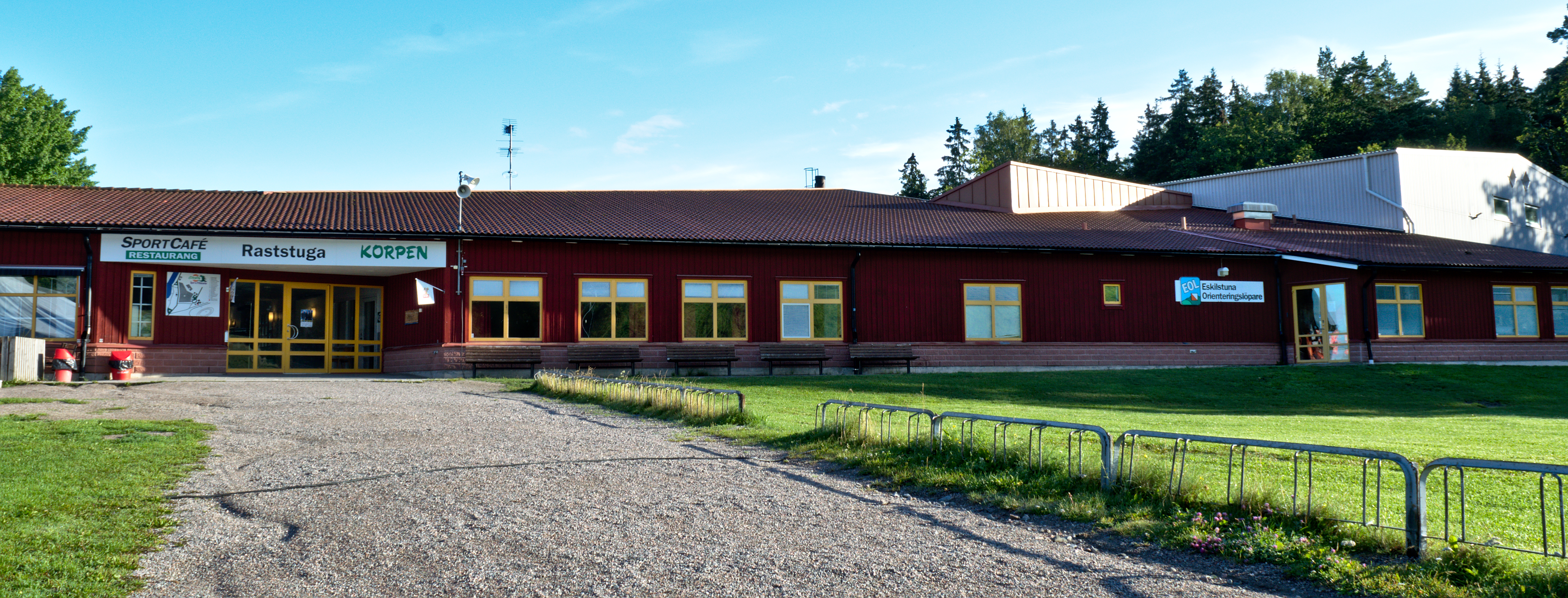
Raststugan vid naturreservatets gräns.
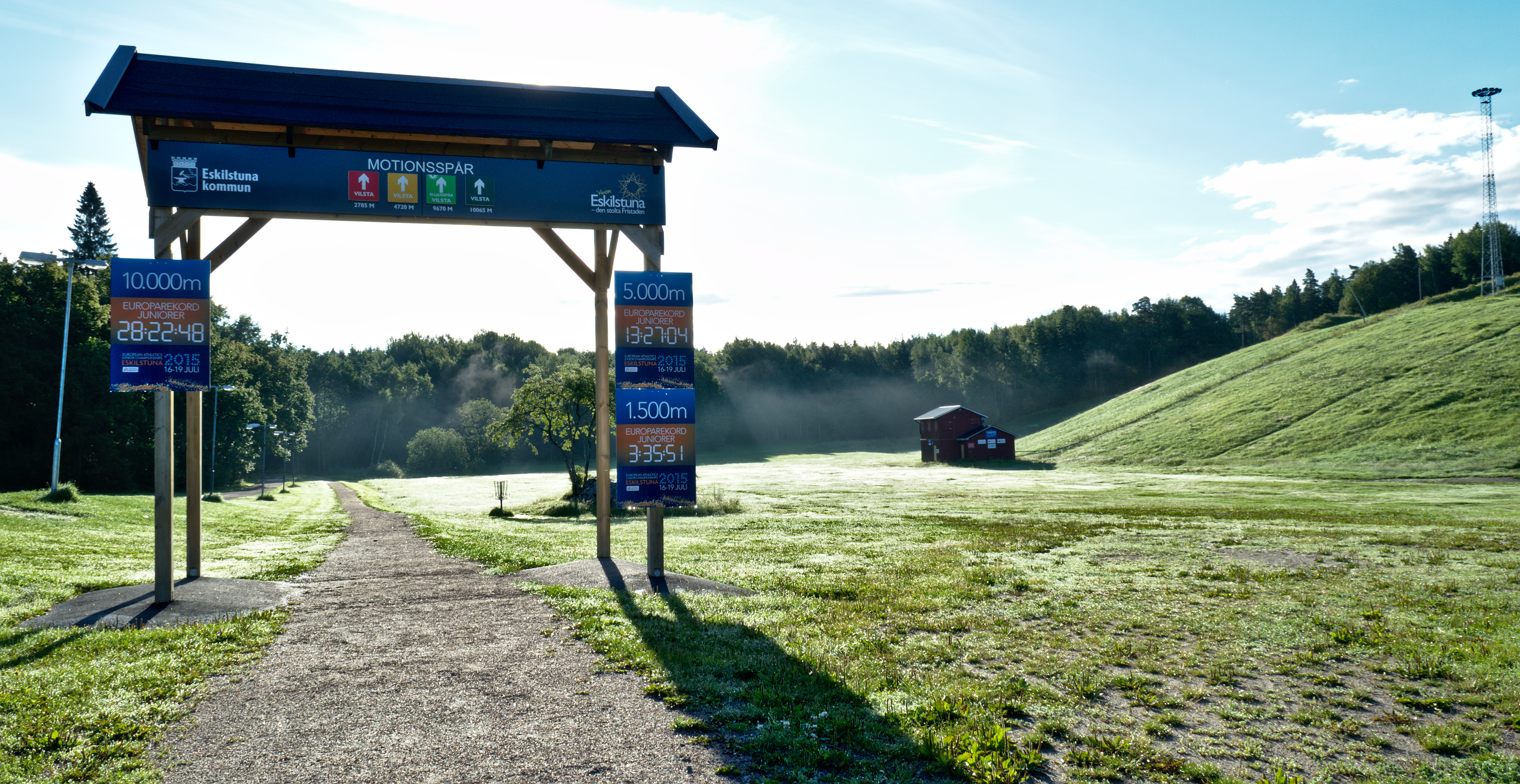
Start för motionsspåren.
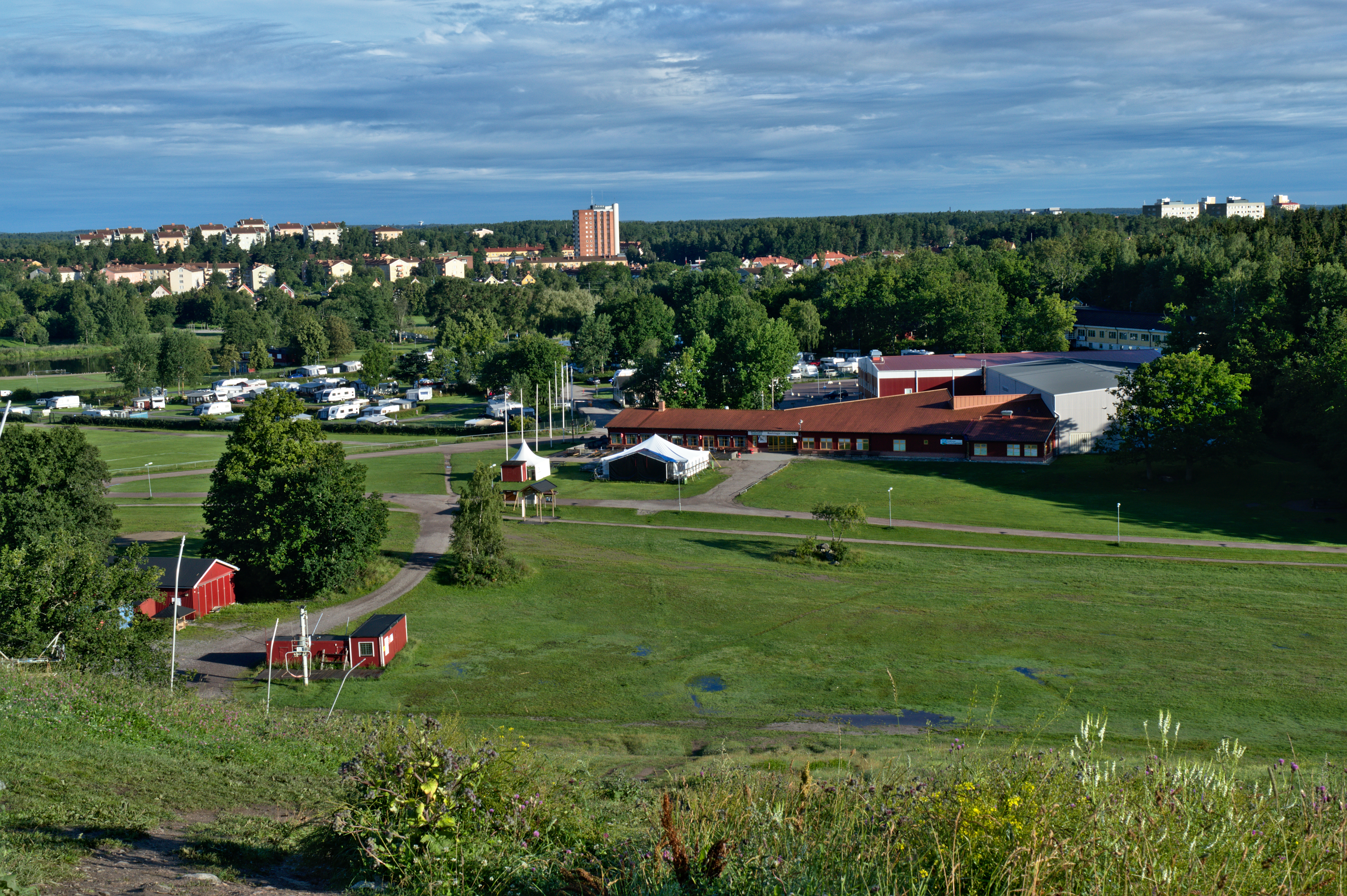
Raststugan och campingen sedd från toppen av backen.
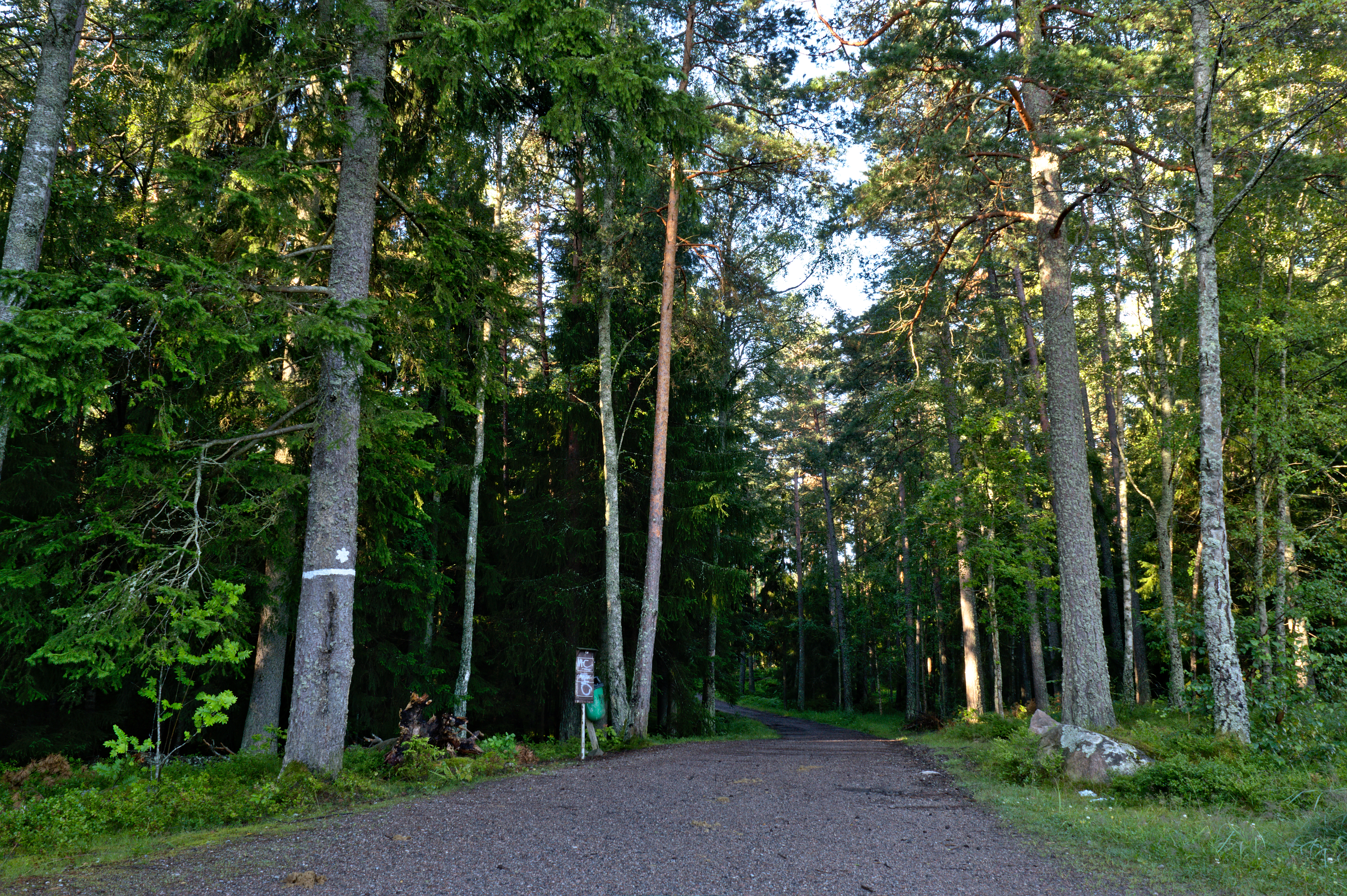
Större träd i naturreservatet.
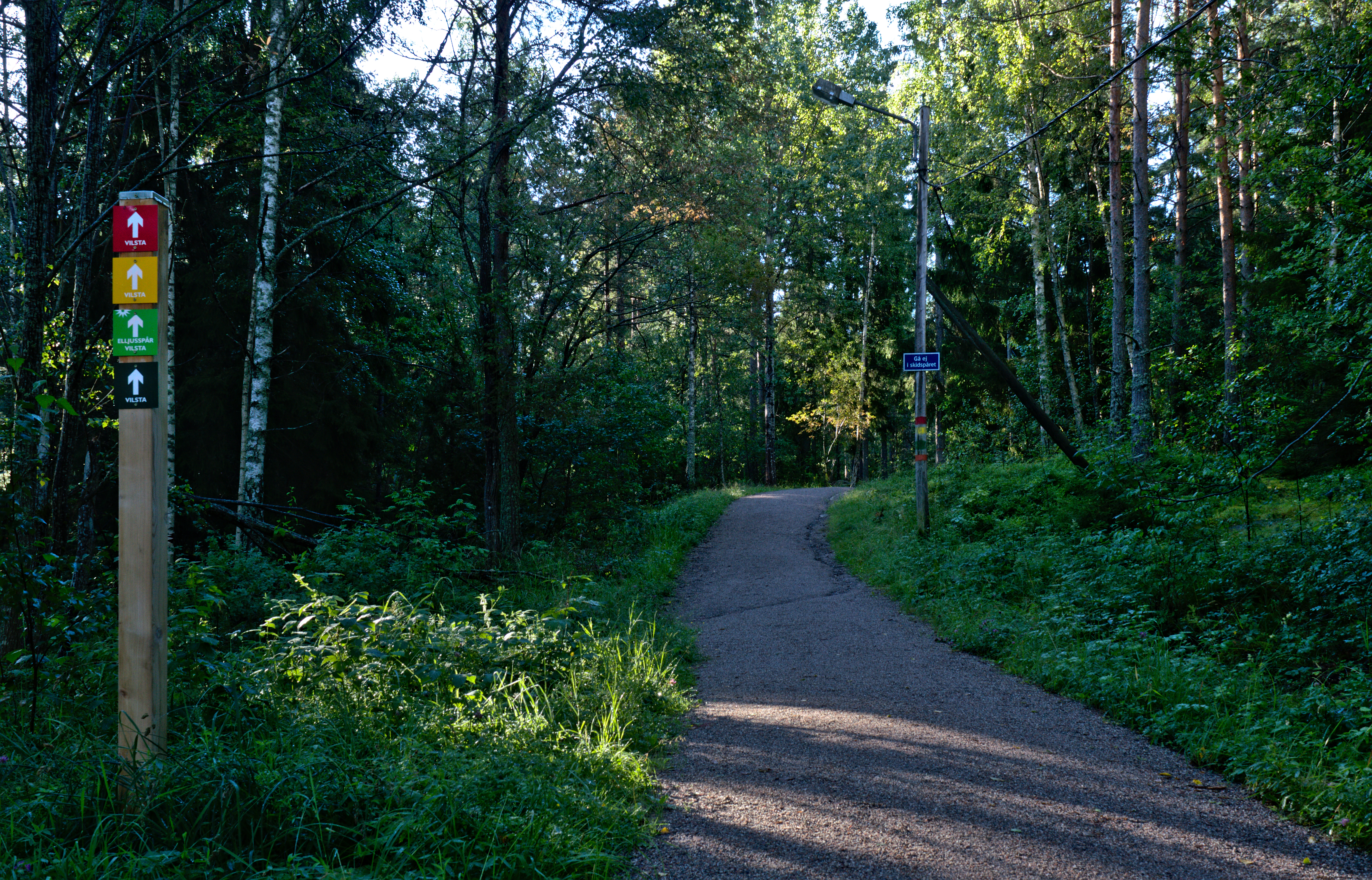
Motionsspåret på väg uppåt.
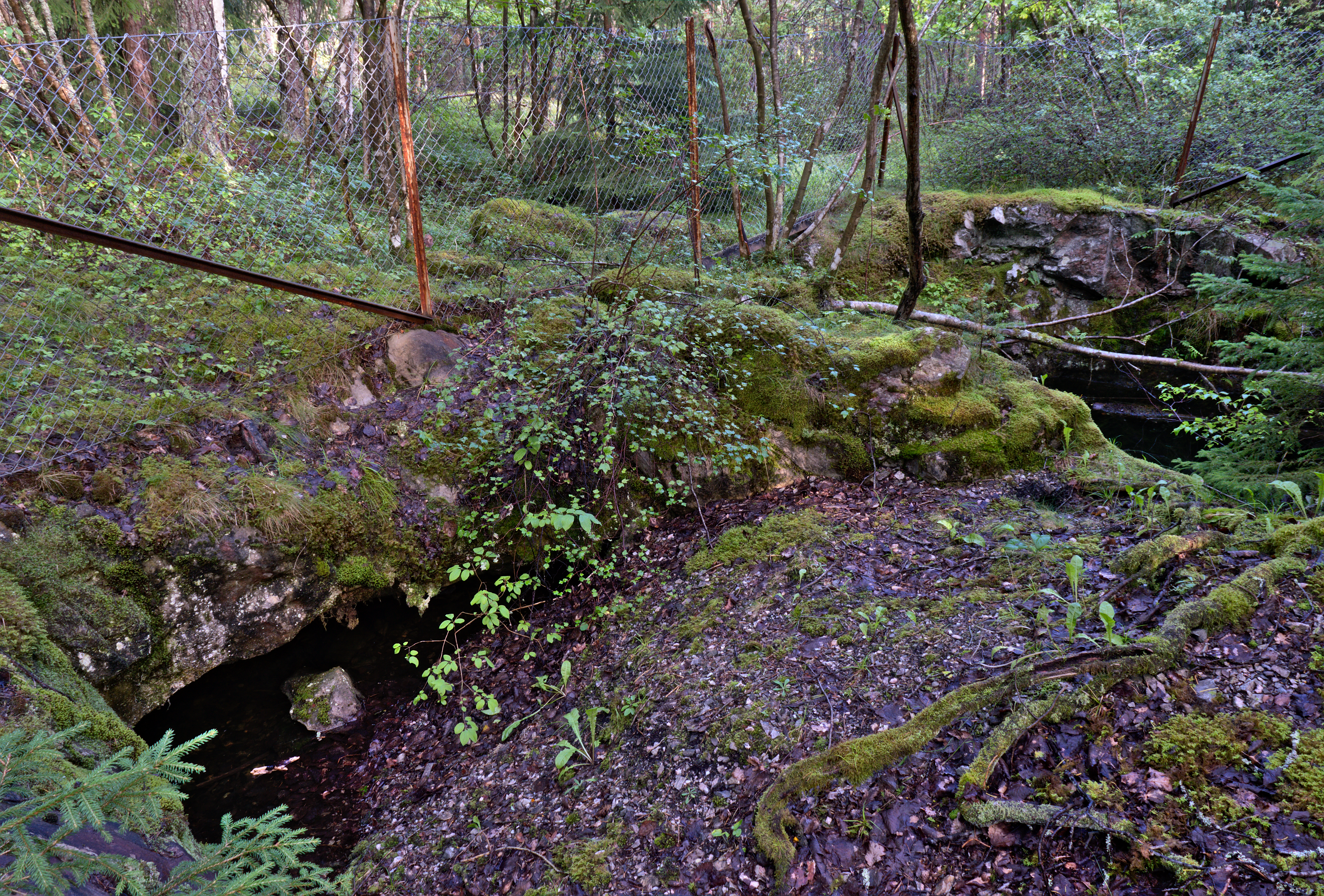
Ett gruvschakt, ett av de fornminnen som finns i Vilsta.
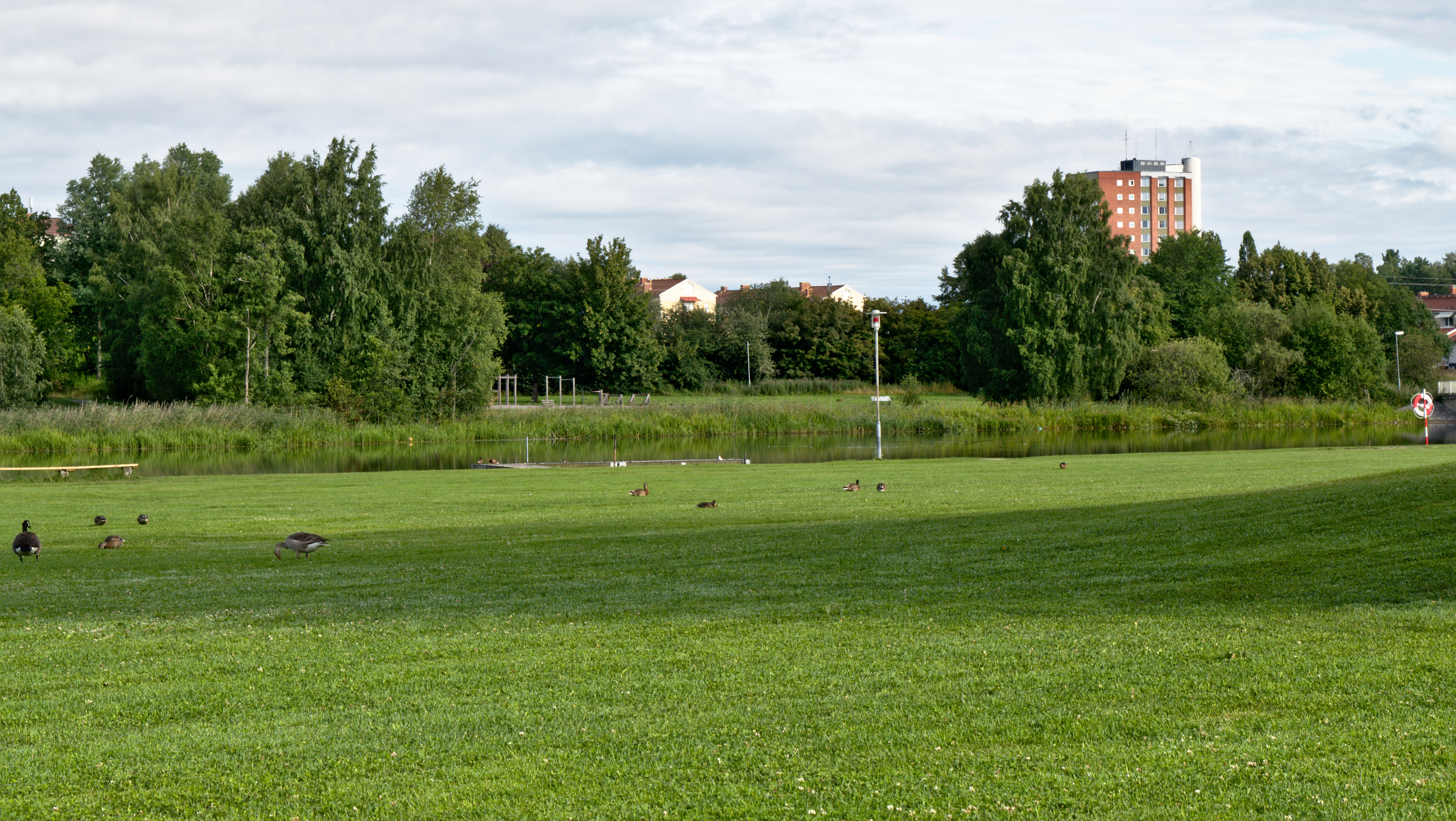
Badet med grillplatser.
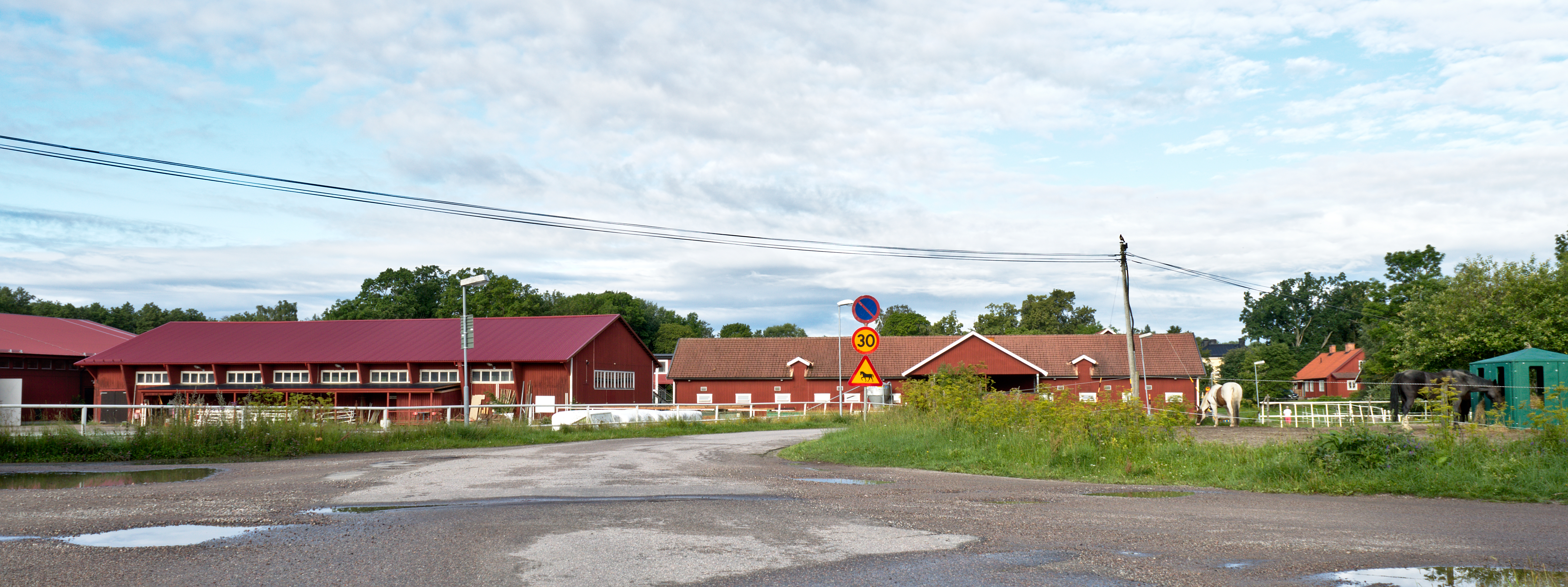
Vilsta ridhus.